# Железковское сельское поселение
Железковское сельское поселение — муниципальное образование в Боровичском муниципальном районе Новгородской области России.
Административный центр — деревня Железково, находится в 16 км к югу от райцентра — города Боровичи.
Территория сельского поселения расположена на юго-востоке Новгородской области. По территории протекает река Мста.

## История
Железковское сельское поселение было образовано в соответствии с законом Новгородской области от 11 ноября 2005 года № 559-ОЗ. В соответствии с областным законом № 715-ОЗ, с апреля 2010 года сельское поселение было упразднено и объединено наряду с также упразднёнными Реченским и Плавковским во вновь образованное Железковское сельское поселение с административным центром в деревне Железково.

## Население
| 2010  | 2012  | 2013  | 2014  | 2015  | 2016  | 2017  |
| ----- | ----- | ----- | ----- | ----- | ----- | ----- |
| 2300  | ↘2256 | ↘2223 | ↘2158 | ↗2224 | ↘2201 | ↘2144 |
| 2021  |       |       |       |       |       |       |
| ↘1781 |       |       |       |       |       |       |

## Состав сельского поселения
| №  | Населённый пункт   | Тип                             | Население |
| -- | ------------------ | ------------------------------- | --------- |
| 1  | Ануфриево          | деревня                         | 97        |
| 2  | Барзаниха          | деревня                         | 2         |
| 3  | Бобровик           | деревня                         | 167       |
| 4  | Большие Новоселицы | деревня                         | 68        |
| 5  | Буреги             | деревня                         | 16        |
| 6  | Вашнево            | деревня                         | 4         |
| 7  | Вишма              | деревня                         | 28        |
| 8  | Выставка           | деревня                         | 6         |
| 9  | Горка              | деревня                         | 45        |
| 10 | Давыдово           | деревня                         | 0         |
| 11 | Дымово             | деревня                         | 4         |
| 12 | Елеково            | деревня                         | 18        |
| 13 | Железково          | деревня, административный центр | 220       |
| 14 | Задорье            | деревня                         | 71        |
| 15 | Знаменка           | деревня                         | 0         |
| 16 | Золотово           | деревня                         | 7         |
| 17 | Княжа              | деревня                         | 3         |
| 18 | Князево            | деревня                         | 33        |
| 19 | Коммунарка         | деревня                         | 0         |
| 20 | Круппа             | деревня                         | 110       |
| 21 | Кузово             | деревня                         | 9         |
| 22 | Лудилово           | деревня                         | 6         |
| 23 | Лука               | деревня                         | 20        |
| 24 | Марково            | деревня                         | 2         |
| 25 | Михалино           | деревня                         | 3         |
| 26 | Молодёново         | деревня                         | 5         |
| 27 | Никиришино         | деревня                         | 4         |
| 28 | Остров             | деревня                         | 0         |
| 29 | Павловка           | деревня                         | 9         |
| 30 | Пирусс             | деревня                         | 27        |
| 31 | Плавково           | деревня                         | 52        |
| 32 | Прошково           | деревня                         | 755       |
| 33 | Пукирёво           | деревня                         | 11        |
| 34 | Речка              | деревня                         | 55        |
| 35 | Ровное             | деревня                         | 90        |
| 36 | Сидорково          | деревня                         | 10        |
| 37 | Скреплёва Горушка  | деревня                         | 125       |
| 38 | Узмень             | деревня                         | 9         |
| 39 | Фаустово           | деревня                         | 91        |
| 40 | Фёдорково          | деревня                         | 9         |
| 41 | Хламово            | деревня                         | 2         |
| 42 | Черноземь          | деревня                         | 71        |
| 43 | Шадомец            | деревня                         | 0         |
| 44 | Шапкино            | деревня                         | 16        |
| 45 | Шипино             | деревня                         | 20        |

С 12 апреля 2010 года в состав поселения были включены деревни Бобровик, Большие Новоселицы, Вашнево, Давыдово, Князево, Круппа, Лудилово, Лука, Марково, Михалино, Павловка, Плавково, Прошково, Скреплёва Горушка, Хламово, Шапкино, Шипино из упразднённого Плавковского сельского поселения, а также деревни Буреги, Горка, Знаменка, Княжа, Коммунарка, Молодёново, Пирусс, Пукирёво, Речка, Узмень и Фаустово из упразднённого Реченского сельского поселения.

## Экономика, инфраструктура и социальная сфера
На территории поселения осуществляют свою деятельность: ООО «Решающий», крестьянское хозяйство М. А. Евдокимовой, турфирма  ООО «Горная Мста», ООО «Экспо-лес», ООО «Посадский хлеб», ООО «Империя», 7 магазинов, 2 торговых киоска, имеется ветеринарная лечебница, 2 почтовых отделения: ОПС «Железково» и ОПС «Речка». 
Объекты здравоохранения: МУЗ «Железковский ЦОВП», фельдшерский пункт деревня Круппа и фельдшерский пункт деревня Ануфриево. 
Образовательной деятельностью занимаются учреждения: МБОУ «Средняя общеобразовательная школа д. Железково», дошкольная группа МБОУ СОШ д. Железково, ДОУ «Детский сад д. Круппа» 
Социальная сфера представлена организациями - ОАУСО «Боровичский психоневрологический интернат «Прошково», ОАУСО «Боровичский дом-интернат для престарелых и инвалидов», отделение активного долголетия «Железково»
На территории поселения есть следующие учреждения культуры: МУК МСКО Железковский сельский дом культуры,  Плаковский сельский дом культуры,  Реченский сельский дом культуры, Ануфриевский сельский клуб,  МУК МЦБС библиотека деревни Железково; библиотека деревни Ануфриево, библиотека деревни Речка, библиотека деревни Плавково, музей Боровичских порогов и Палеонтологии Горной Мсты